# Sengerema (Distrikt)
Sengerema ist ein Distrikt der Region Mwanza in Tansania, das Verwaltungszentrum liegt in der Stadt Sengerema. Der Distrikt grenzt im Norden und Nordosten an den Victoriasee und den darin auf einer Insel liegenden Distrikt Ukerewe, im Südosten an den Distrikt Misungwi, im Südwesten an die Region Geita und im Westen an den Distrikt Buchosa.

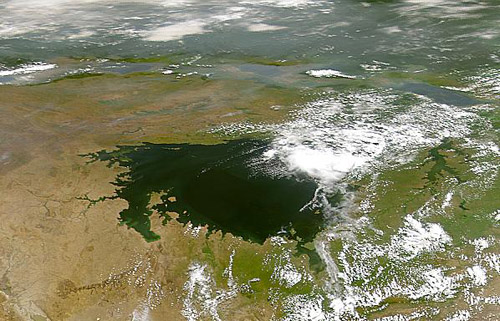
Der Victoriasee aus dem Weltall, links im Bild liegt Sengerema.

## Geographie
Der Distrikt ist 8817 Quadratkilometer groß und hat 425.415 Einwohner (Volkszählung 2022). Von der Gesamtfläche entfallen 5482 Quadratkilometer auf den Anteil am Victoriasee und 3335 Quadratkilometer sind Landfläche. Das Land liegt in einer Höhe von 900 bis 1300 Meter über dem Meer.
Das Klima in Sengerema ist tropisch, Aw nach der effektiven Klimaklassifikation. Regen fällt in allen Monaten des Jahres. In den Monaten Juni, Juli und August regnet es jeweils weniger als 20 Millimeter, von Oktober bis April 80 bis 160 Millimeter im Monat. In der Hauptstadt fallen 1059 Millimeter Niederschlag im Jahresschnitt bei 22,3 Grad Celsius.

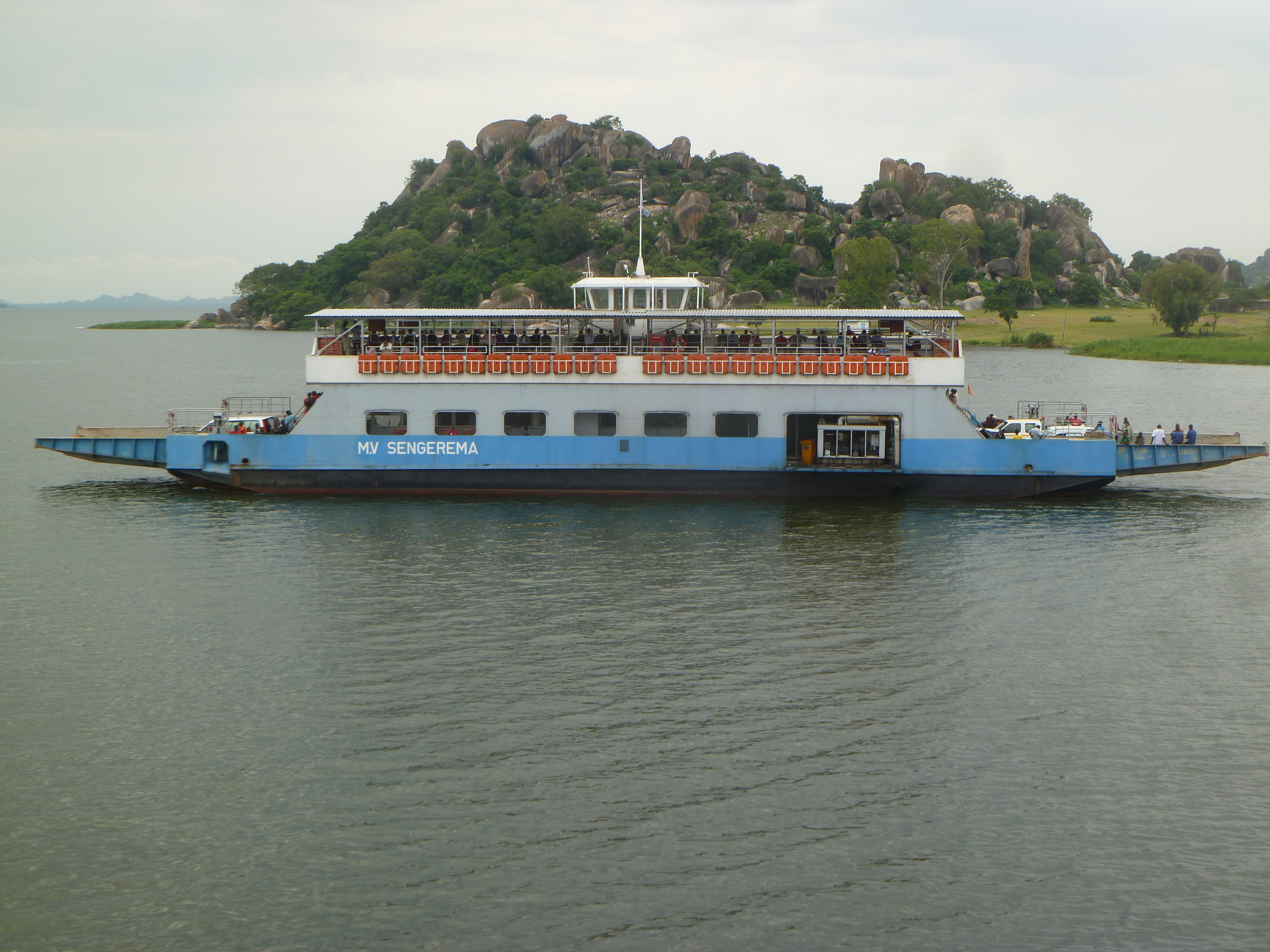
Das Schiff M.V. Sengerema auf dem Victoriasee.

## Verwaltungsgliederung
Der Distrikt ist in 26 Bezirke (Kata) untergliedert:
- Ibisabageni
- Nyamazugo
- Chifunfu
- Katunguru
- Kasungamile
- Nyamatongo
- Tabaruka
- Busisi
- Buyagu
- Igalula
- Kagunga
- Sima
- Buzilasoga
- Kasenyi
- Mwabaluhi
- Nyatukala
- Nyampulukano
- Nyampande
- Kishinda
- Igulumuki
- Bitoto
- Ibondo
- Kahumulo
- Mission
- Ngoma
- Nyamizeze

## Geschichte
Der Distrikt entstand 1975 durch Teilung des Distriktes Geita. Im Jahr 2015 wurde Buchosa abgespalten.

## Bevölkerung
Die größten Ethnien im Distrikt sind die Sumbwa und Zinza. Die Einwohnerzahl stieg von 303.897 im Jahr 1988 auf 498.993 im Jahr 2002 und weiter auf 663.035 im Jahr 2012. Nach der Abspaltung von Buchosa sank die Bevölkerungszahl auf 377.649 im Jahr 2016. Im Jahr 2022 lebten 425.415 Menschen in 77.509 Haushalten.

## Einrichtungen und Dienstleistungen
- Bildung: Im Distrikt liegen 98 Grundschulen und 29 weiterführende Schulen (Stand 2019).[10]
- Gesundheit: Für die medizinische Versorgung der Bevölkerung gibt es ein Krankenhaus, 8 Gesundheitszentren und 51 Apotheken.[11]
- Wasser: 57 Prozent der Bevölkerung werden  mit sicherem und sauberem Wasser versorgt.[11]

| - Landwirtschaft: Im Jahr 2012 waren mehr als drei Viertel der arbeitenden Bevölkerung in der Landwirtschaft tätig. Beinahe die Hälfte aller Haushalte besaß auch Nutztiere, vor allem Geflügel, Rinder und Ziegen. - Forstwirtschaft: Der Distrikt ist ein wichtiger Holzlieferant der Region und betreibt auch intensive Aufforstungsprogramme (Stand 2017). - Fischerei: Am Victoriasee ist die Fischerei eine wichtige Einnahmequelle. - Industrie und Gewerbe: Es gibt keine mittleren und großen Industriebetriebe, die kleinen Unternehmen sind Getreidemühlen oder Milchverarbeitungsbetriebe (Stand 2017). - Straßen: Die wichtigste Straßenverbindung ist die Nationalstraße T4, die von Mwanza im Osten kommend durch die Distrikthauptstadt Sengerema weiter nach Ruanda im Westen oder Bukoba im Nordwesten führt. | Hier fehlt eine Grafik, die leider im Moment aus technischen Gründen nicht angezeigt werden kann. Wir arbeiten daran! |

## Naturschutzgebiete, Sehenswürdigkeiten
- Victoriasee: Mehr als die Hälfte der Distriktfläche ist der Anteil am Victoriasee, der mit 68.000 Quadratkilometer der größte See Afrikas ist.[16][2]

## Sonstiges

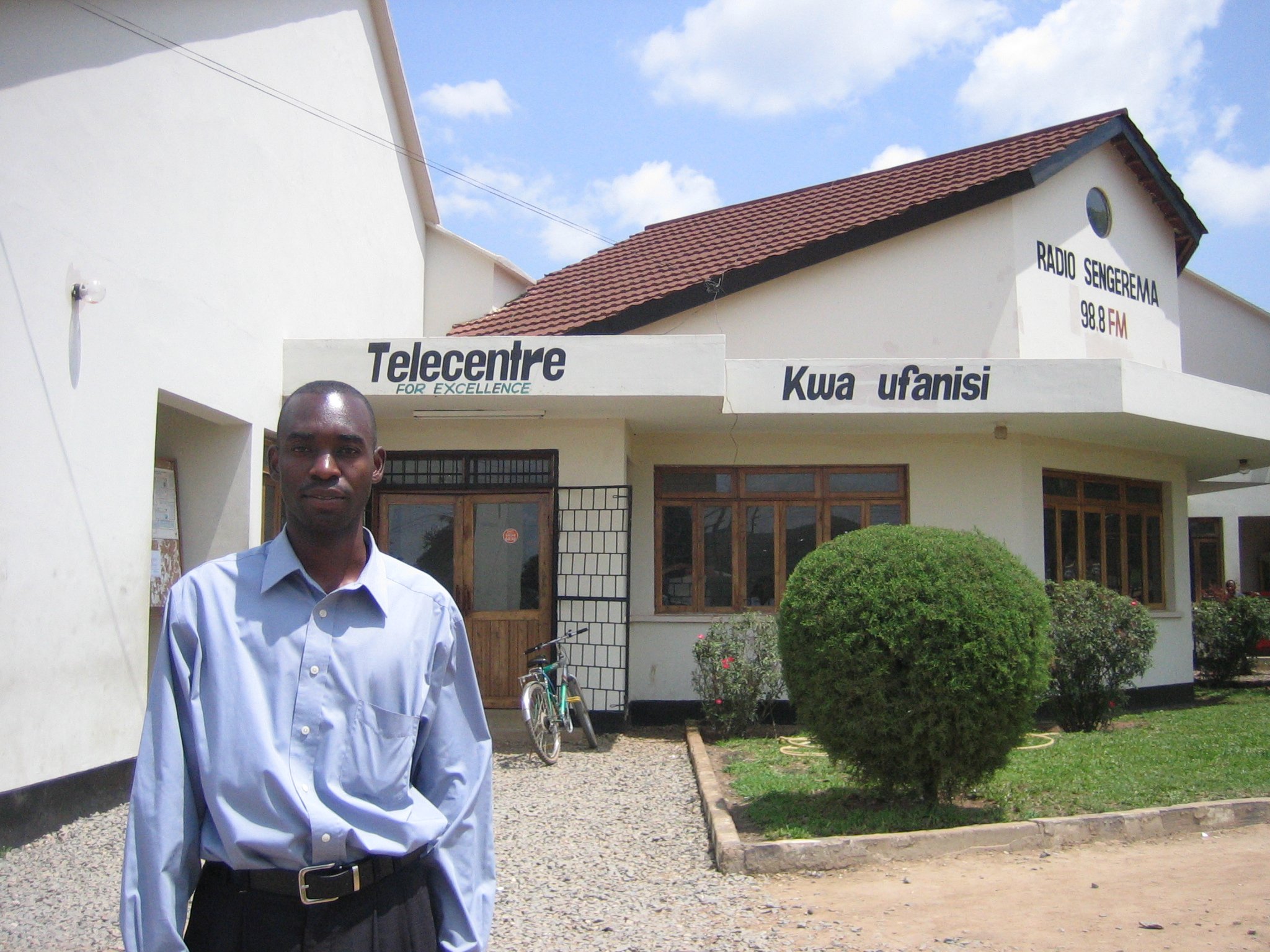
Radiosender Sengerema

Sengerema besitzt eine eigene Radiostation. Diese wurde 2012 mit Hilfe der UNESCO gegründet und war der erste Radiosender in Tansania, der von Frauen betrieben wird.